# Blohm & Voss Bv P.163
De Bv P.163 is een project voor een bommenwerper dat werd ontwikkeld door de Duitse vliegtuigbouwer Blohm und Voss.

## Ontwikkeling
Het ontwerp was van een centrale romp voorzien waarin de motor en het bommenruim waren ondergebracht. In het bommenruim kon men 2.000 kg aan bommen vervoeren. Aan het einde van de vleugels waren gondels aangebracht. In de bakboord gondel zat de piloot, radio-operator/navigator en een luchtschutter. In de andere gondel zaten twee luchtschutters. De configuratie werd getest op een Bv 141. Dit toestel werd van een extra cockpit aan de stuurboordvleugel voorzien. Men koppelde de besturing van het toestel aan elkaar zodat het toestel vanuit beide cockpits kan worden bestuurd. Uit de testvluchten bleek dat deze configuratie niet verder uitgewerkt moest worden en het project werd geannuleerd.
De bewapening bestond uit twee 20mm-MG151/20-kanonnen in de achterkant van iedere gondel, een 20mm-MG151/20-kanon in de koepel op de rug van de stuurboordgondel en een vast 20mm-MG151/20-kanon in de neus.

## Uitvoeringen
Bv P.168.01.
De motor was een Daimler-Benz DB 613C met een contraroterende propeller. Deze motor bestond feitelijk uit twee DB 603G-motoren die naast elkaar aan elkaar waren gekoppeld.
Bv P.168.02.
Deze uitvoering was voorzien van een dubbele stermotor BMW 803 met een contraroterende propeller. Deze bestond uit twee gekoppelde BMW-veertiencilinderstermotoren.

### Technische specificaties BV P.163
- Spanwijdte: 20,50 m.
- Lengte: P.163.01: 15,60 m, P.163.02: 15 m.
- Maximumsnelheid: P.163.01: 543 km/uur, P.163.02: 570 km/uur.